# La Bouteille (film)

La Bouteille est un film québécois réalisé par Alain DesRochers et sorti en 2000.

## Fiche technique
- Réalisation : Alain DesRochers
- Scénario : Alain DesRochers, Benoît Guichard
- Musique : FM Le Sieur